# Saint-Albert (Alberta)
Pour les articles homonymes, voir Saint-Albert.

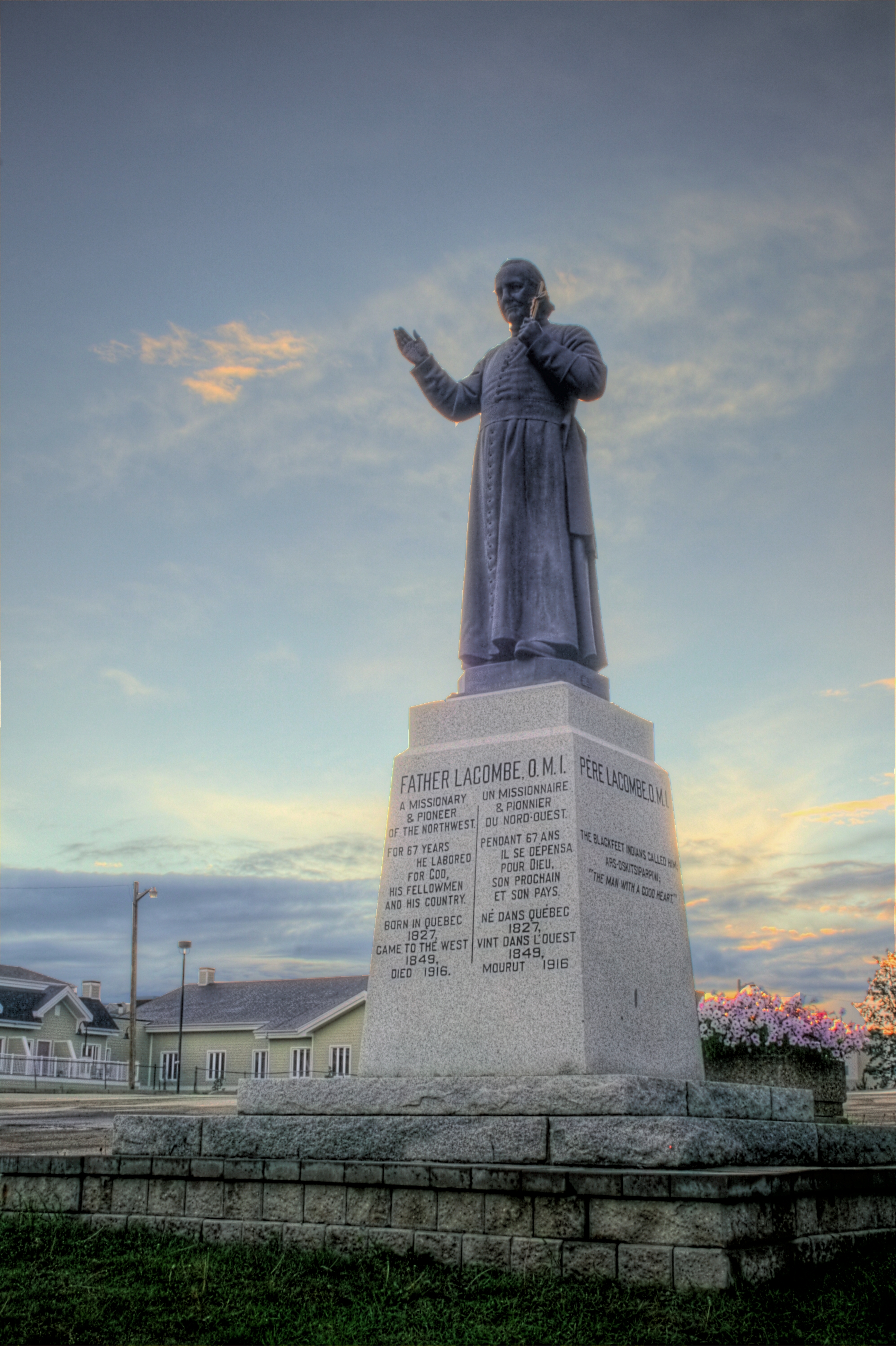
Statue du Père Lacombe à St Albert.

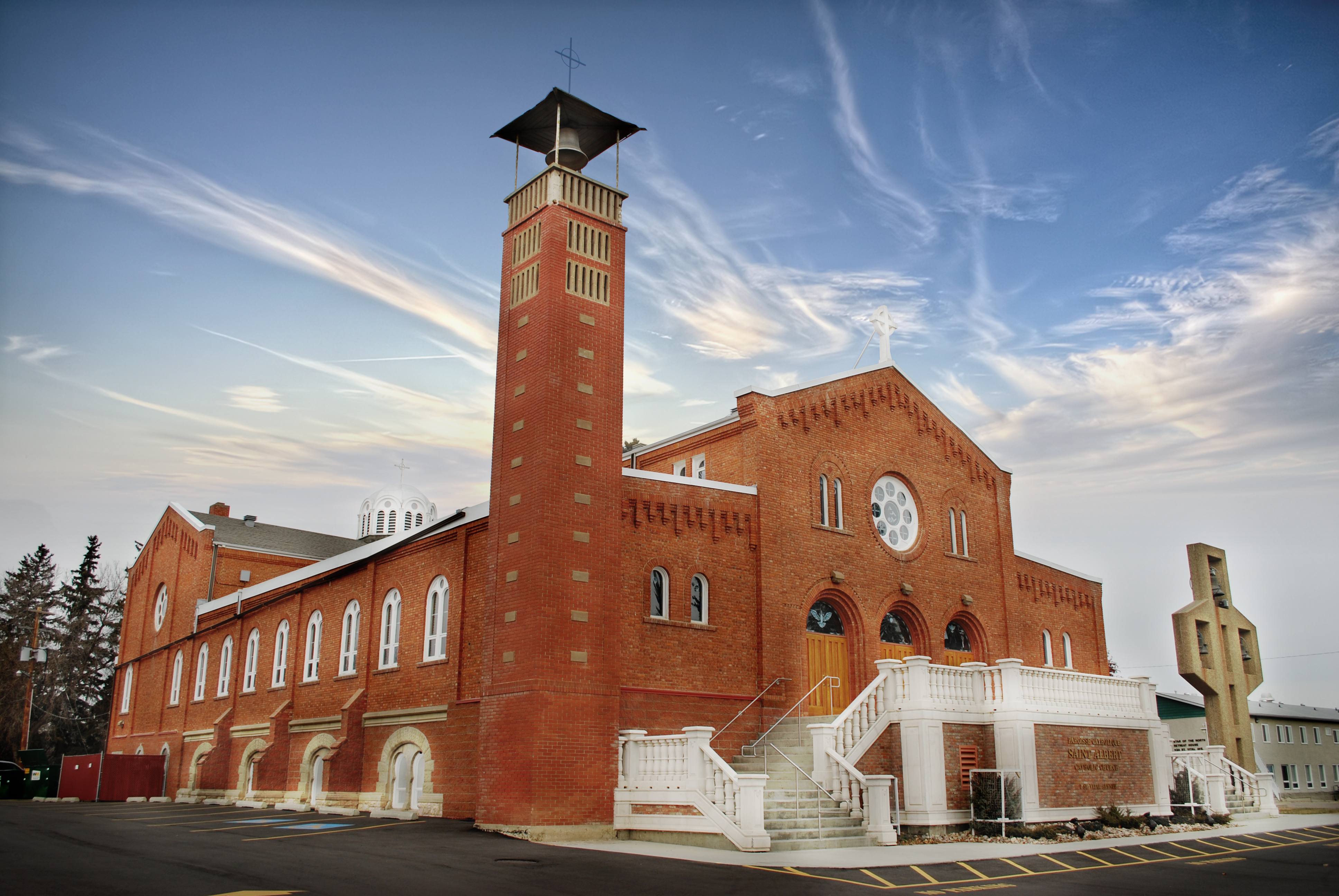
Église de la paroisse de St Albert.

Saint-Albert, est une ville de l'Alberta, au Canada. Elle est située directement au nord-ouest d’Edmonton, sur la rivière Sturgeon. Au recensement de 2016, on y a dénombré une population de 65 589 habitants.

## Histoire
En 1861, la communauté métisse et canadienne-française fut à la base de la fondation de la cité sous la direction du père Albert Lacombe de la communauté des Oblats de Marie-Immaculée. L'évêque Alexandre-Antonin Taché, donna le nom de Saint-Albert en l'honneur du saint patron du père Lacombe (Saint Albert de Louvain).

## Éducation
Environ 10 % de la population totale est d'origine franco-albertaine et francophone grâce au réseau des écoles francophones d'Alberta regroupées notamment dans le Conseil scolaire Centre-Nord (école La Mission et école Alexandre Tâché), ainsi que dans le réseau catholique (école Albert Lacombe, école Marie Poburan, école Father Jan, école Sainte Marguerite d'Youville).

## Culture
La galerie d'art publique de Saint-Albert,  est un lieu artistique situé dans le centre-ville de Saint-Albert. La galerie est logée dans le bâtiment historique de la "Banque d'Hochelaga'", au cœur du centre-ville historique de Saint-Albert. La galerie présente des expositions mensuelles, une variété de programmes publics et gère également une vente aux enchères annuelle d'art à Saint-Albert.
Saint-Albert est aussi remarquable pour son patrimoine autochtone. La cité est le foyer de l'Institut michif fondé par l'ancien sénateur Thelma Chalifoux, voué à la préservation et à la diffusion de la connaissance de l'histoire des Métis Canadiens français de la ville. Le "Musée Héritage Museum" contient des artéfacts de nombreux Métis.
De nombreux panneaux routiers et d'indication de rue du centre-ville sont également trilingues, écrits en français, en langue crie, et en anglais, comme un hommage aux origines multiraciales et multilinguistiques de la cité. Un projet de ville actuel est de remplacer les panneaux indicateurs uniquement en anglais par des versions trilingues.

## Démographie
Données selon le recensement de 2016 par Statistique Canada. 
- Population : 65 689 habitants
- Taux de croissance (2011-2016) : 6,7 %
- Nombre d’abris privés : 24 446
- Superficie : 48,45 km2
- Densité : 1 353,9 habitants/km2

| 2001   | 2006   | 2011   | 2016   |
| ------ | ------ | ------ | ------ |
| 53 081 | 57 719 | 61 466 | 65 589 |

## Municipalités environnantes
- Edmonton
- Zone Municipale d’Esturgeon